# Flughafen Kristiansand

i8
i11
i13
Der Flughafen Kristiansand-Kjevik (IATA-Code: KRS, ICAO-Code: ENCN) ist der Flughafen der norwegischen Mittelstadt Kristiansand.

## Lage und Verkehrsanbindung
Der Flughafen Kristiansand liegt acht Kilometer nordöstlich des Stadtzentrums von Kristiansand; die Fahrzeit dorthin liegt bei 15 bis 20 Minuten.
Flughafenbusse verkehren von und nach Kristiansand, Lillesand, Grimstad und Arendal.

## Geschichte
Ursprünglich war der Bau des Flugplatzes auf der Kongsgårdsletta genehmigt und dort auch begonnen worden, aber es stellte sich heraus, dass der Bau in Kjevik bequemer zu bewerkstelligen war, und die Gebäude wurden dorthin verlegt.
Der Ausbau begann 1938 und der Flugplatz wurde offiziell am 1. Juni 1939 mit einer Betonlandebahn von 1000 m eröffnet. Zusätzlich zum Landflugplatz wurde auch ein eigener Wasserflugplatz im See neben dem Flughafen angelegt. Da der Flughafen Oslo-Fornebu im gleichen Jahr und der Flughafen Stavanger-Sola schon zwei Jahre vorher fertig geworden war, gehört Kjevik zu den drei ersten Flughäfen Norwegens.
Das erste Flugzeug, das in Kjevik landete, war eine Douglas DC-2 der KLM auf dem Weg von Oslo nach Amsterdam.

### Kjevik im Zweiten Weltkrieg
Am 9. April 1940 war der Flugplatz nur mäßig bewacht. Nach dem Beschuss durch deutsche Flugzeuge und Gerüchten über vorrückende deutsche Truppen entschieden sich die Wachtruppen zum Rückzug, nachdem man die Landebahn mit Stacheldraht und spanischen Reitern blockiert hatte.
Am Nachmittag, gegen 16.30 Uhr, gelang es einer Junkers Ju 52, die am Angriff auf Sola teilgenommen hatte, zu landen. Der Flugplatz wurde rasch verstärkt, und schon am 12. April waren 30 Messerschmitt Bf 109 E stationiert. Während des restlichen Krieges spielte der Flugplatz eine wichtige Rolle für die deutschen Streitkräfte im besetzten Norwegen.

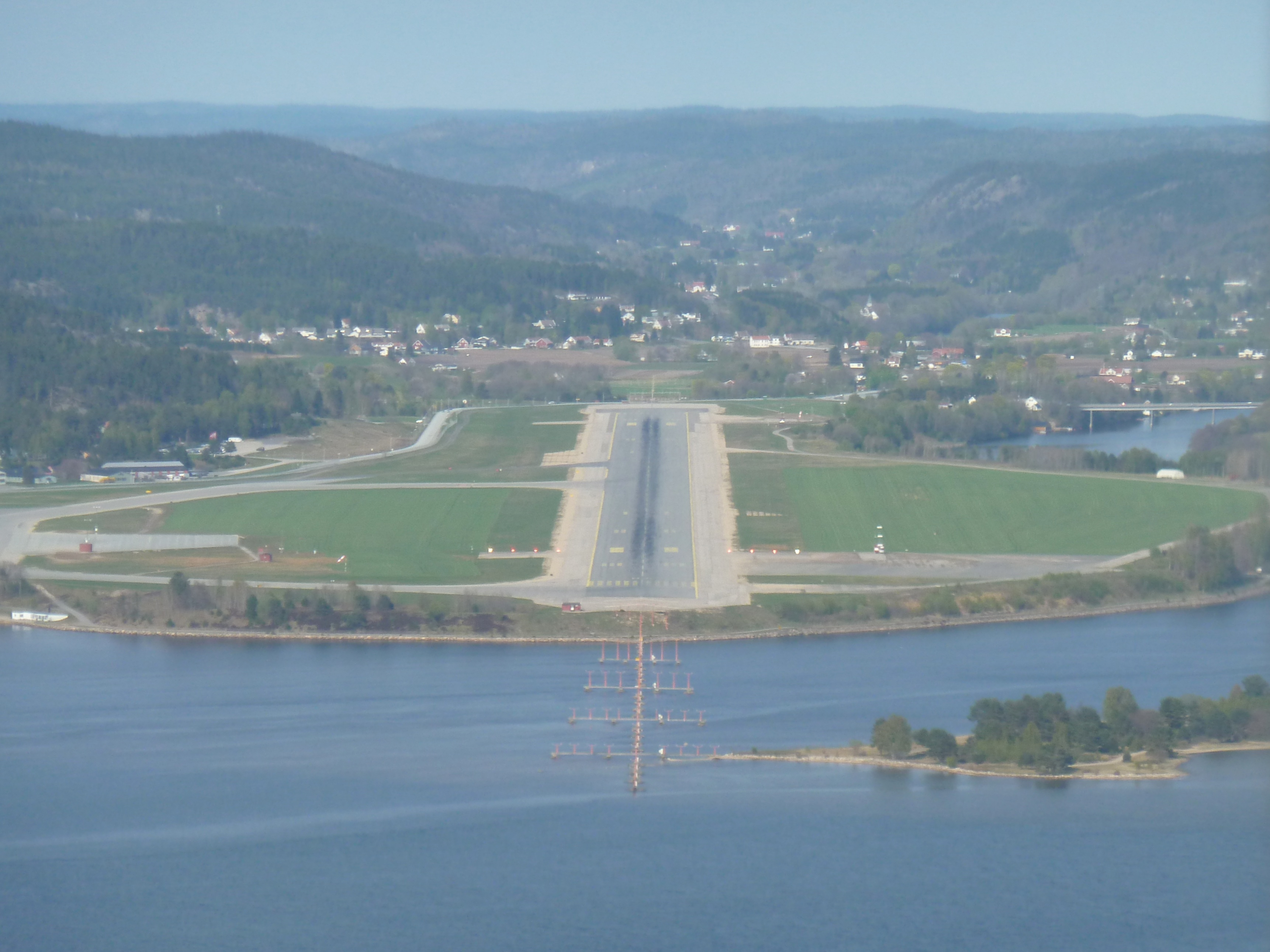
Blick auf die Start- und Landebahn des Flughafens Kristiansand-Kjevik aus der Anflugrichtung 04

### Nachkriegszeit
Am Anfang des Krieges war der Flugplatz im Besitz der Stadt Kristiansand. 1946 wurde er kostenfrei an den Staat übertragen. Schließlich wurde er erweitert und die Landebahn asphaltiert.

## Flughafenanlagen

### Start- und Landebahn
Der Flughafen hat eine Start- und Landebahn von 2030 × 45 m, aber aufgrund der heutigen Bestimmungen sind hiervon nur 1870 m nutzbar.

### Sonstiges
Der Flughafen Kjevik hat nur begrenzte Erweiterungsmöglichkeiten und ist wegen Nebels häufig nicht anfliegbar.
Das Ausbildungszentrum Kjevik der Luftstreitkräfte ist an den Flughafen Kristiansand angebunden.

## Fluggesellschaften und Ziele
Etwa 15 Fluggesellschaften (Stand: März 2014) bieten (teils saisonale) Verbindungen im Inland, innerhalb von Skandinavien sowie innerhalb Europas. Flüge zu internationalen Drehkreuzen existieren nach Oslo, Kopenhagen, London-Stansted und Amsterdam.

## Verkehrszahlen
| Jahr | Fluggastaufkommen | Luftfracht (Tonnen) (mit Luftpost) | Flugbewegungen (mit Militär) |
| ---- | ----------------- | ---------------------------------- | ---------------------------- |
| 2017 | 1.031.048         | -                                  | 17.994                       |
| 2016 | 1.022.469         | -                                  | 19.009                       |
| 2015 | 1.058.231         | -                                  | 19.907                       |
| 2014 | 1.072.025         | 1.011                              | 20.126                       |
| 2013 | 1.066.897         | 413                                | 19.465                       |
| 2012 | 1.019.291         | 283                                | 18.911                       |
| 2011 | 953.202           | 331                                | 18.245                       |
| 2010 | 839.916           | 328                                | 17.014                       |
| 2009 | 845.675           | 378                                | 17.850                       |
| 2008 | 915.092           | 546                                | 19.523                       |
| 2007 | 865.846           | 596                                | 19.088                       |
| 2006 | 820.150           | 926                                | 17.621                       |
| 2005 | 753.687           | 1.240                              | 18.008                       |
| 2004 | 759.017           | 1.316                              | 18.800                       |
| 2003 | 695.075           | -                                  | 17.473                       |
| 2002 | 737.138           | 1.541                              | 19.217                       |
| 2001 | 823.048           | 1.968                              | 21.920                       |
| 2000 | 893.342           | 2.727                              | 22.067                       |
| 1999 | 905.572           | 2.917                              | 28.823                       |